# آلدن سانبورن
آلدن سانبورن (انگلیسی: Alden Sanborn; ۲۲ مهٔ ۱۸۹۹ – ۱ دسامبر ۱۹۹۱) قایقران روئینگ اهل ایالات متحده آمریکا بود.
وی در مسابقات کشوری و بین‌المللی در مجموع برندهٔ ۱ مدال طلا شده‌است.